# Романшки език
Романш (на романшки: rumantsch) е реторомански език.
Става един от четирите национални езика в Швейцария през 1938 г. заедно с немския, френския и италианския език. Говори се от по-малко от един процент от швейцарското население (около 35 000 души).